# Набоков, Дмитрий Владимирович
Дми́трий Влади́мирович Набо́ков (англ. Dmitri Nabokov; 10 мая 1934, Берлин — 23 февраля 2012, Веве) — американский переводчик и оперный певец (бас), единственный сын Владимира Набокова и Веры Слоним.

## Биография
Родился в Берлине 10 мая 1934 года. В 1937 году семья Набоковых уехала из Германии сначала во Францию, потом в США.
В 1951—1955 годах изучал в Гарвардском университете гуманитарные предметы, в основном литературу и историю. После окончания поступил в консерваторию Longy School of Music в Кембридже (штат Массачусетс) по специализации вокал (бас). Оперный певец (в 1960-е годы выиграл конкурс молодых певцов вместе с будущей мировой звездой тенором Лучано Паваротти). В 1961 году вместе с Паваротти дебютировал в опере Дж. Пуччини «Богема». Профессионально пел до 1982 года. Преподавал русский язык. Увлекался скалолазанием и автоспортом, принимал участие в автогонках до 1965 года. Пробовал свои силы в кино, снялся в итальянском фильме «Гиена в бронированном сейфе» (1968). По словам самого Дмитрия Набокова, в 1960-х годах он работал на ЦРУ, выполняя задание в Италии.
Известность приобрёл как издатель и литературный переводчик на английский язык произведений своего отца. Первые литературные переводы нескольких рассказов и романа «Приглашение на казнь» осуществлял под надзором и патронажем отца в конце 1950-х годов. Создал «Фонд американских друзей музея Набокова». Участвовал в радиоспектаклях по произведениям отца. Был владельцем авторских прав на произведения отца, что вызывало некоторые спорные ситуации (например, с неизданным текстом «Оригинал Лауры»), с другой стороны, подготовил к печати и выпустил многие посмертные издания сочинений Набокова.
Принял участие, предоставив необходимые материалы и документы, в написании пьесы известного американского драматурга Терри Куинна «Dear Bunny, Dear Volodya» («Дорогой Банни, дорогой Володя») по письмам русского американского писателя Владимира Набокова и американского писателя и литературного критика Эдмунда Уилсона). Пьеса неоднократно и с неизменным успехом ставилась в разных странах. Американскую постановку в конце 2002 года показали в Москве и Санкт-Петербурге.
Проживал в городе Палм-Бич (Флорида, США), а после смерти матери в 1991 году также в её квартире в Монтрё, в Швейцарии. Впервые посетил Россию в 1995 году.
В апреле 2008 года Дмитрий Набоков объявил, что нарушит завещание отца, который велел уничтожить свой последний неоконченный роман под рабочим названием «Подлинник Лауры. Умирать смешно», и собирается издать произведение, которое более 30 лет хранилось в одном из швейцарских банков. Издание было успешно опубликовано: роман вышел на русском и английском языках в 2009 году.
Скончался 23 февраля 2012 года в 3:15 утра в госпитале в Веве на берегу Женевского озера от инфекционного воспаления лёгких. Несмотря на то, что Дмитрий Набоков «жил яркой, кипучей любовной жизнью», он так и остался холостяком и детей не имел.

## Фильмография
- 1968 — Гиена в бронированном сейфе[итал.] — Стив

## Семья
- Владимир Владимирович Набоков (1899—1977) — отец, русский и американский писатель.
- Вера Евсеевна Набокова (урождённая Слоним; 1902—1991) — мать, редактор и хранительница литературного наследия В. В. Набокова.
- Владимир Дмитриевич Набоков (1869—1922) — дед, российский политик, криминалист, публицист, один из организаторов и лидеров партии кадетов, товарищ председателя ЦК партии кадетов.
- Дмитрий Николаевич Набоков (1826—1904) — прадед, российский государственный деятель, министр юстиции России (1878—1885).
- Леонид Вениаминович Фейгин (1923—2009) — двоюродный брат, композитор и скрипач.